# Yoko-Siré
Yoko-Siré est un village camerounais de la région de l'Est. Il se situe dans le département de Lom-et-Djérem et dépend de la commune de Garoua-Boulaï et du canton de Doka. 
Il se trouve sur la route de Ndokayo à Garoua-Boulaï. 
On peut le trouver orthographié Yokosire. 

## Population
D'après le recensement de 1966, Yoko-Siré comptait cette année-là 460 habitants. Il en comptait 1 100 en 2005 et 691 en 2011 dont 311 jeunes de moins de 16 ans et 117 enfants de moins de 5 ans.
De fait de sa proximité de la frontière avec la Centrafrique, Yoko-Siré compte de nombreux réfugiés centrafricains (1 157 en 2011).   

## Infrastructures
Le plan communal de développement de Garoua-Boulaï prévoyait en 2011 la réhabilitation du parc de vaccination de Yoko-Siré ainsi que l'agrandissement de l'école du village par la construction de six salles de classe, d'un bloc de latrines et d'un points d'eau. 